# Enoque Guilherme
Enoque Paulo Guilherme (Luanda, 30 dicembre 1984) è un ex calciatore angolano, di ruolo difensore.

## Caratteristiche tecniche
É un terzino sinistro.

## Carriera

### Club
Ha sempre giocato nella prima divisione angolana, nella quale in carriera ha totalizzato complessivamente 97 presenze e 3 reti.

### Nazionale
Tra il 2009 ed il 2011 ha totalizzato complessivamente 9 presenze nella nazionale angolana, con cui ha anche partecipato alla Coppa d'Africa del 2010.

## Palmarès

### Club

#### Competizioni nazionali
- Girabola: 1

Interclube: 2007
- Taça de Angola: 1

Santos: 2008